# Římskokatolická farnost Unhošť

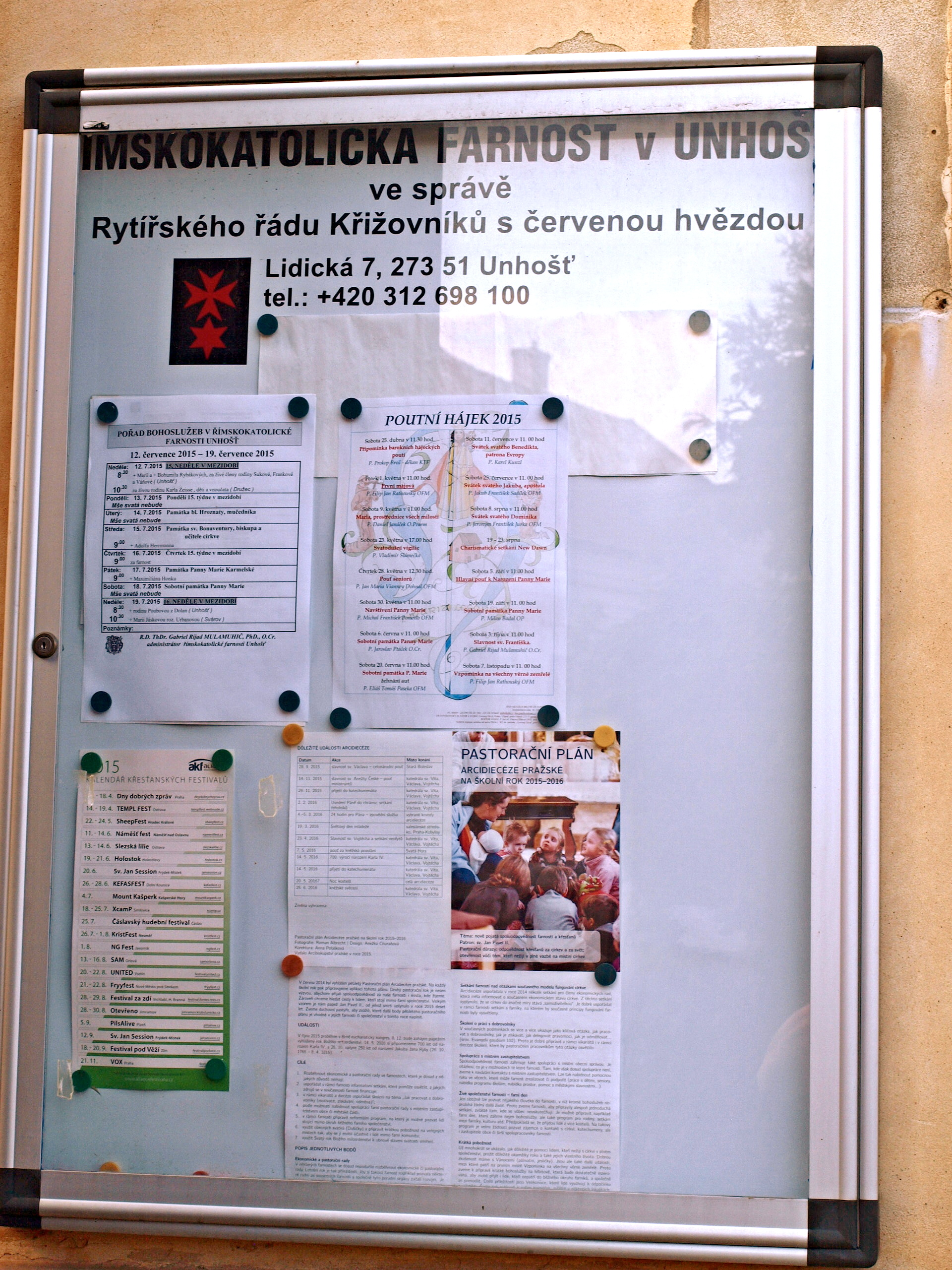
Nástěnka farnosti na kostele

Římskokatolická farnost Unhošť je jedno z územních společenství římských katolíků v kladenském vikariátu s farním kostelem sv. Petra a Pavla. Současným administrátorem farnosti je P. ThDr. Gabriel Rijad Mulamuhič Ph.D. O.Cr.

## Historie
Král Jan Lucemburský daroval 19. října 1329 kostel unhošťský s právy k němu náležitými (jmenovitě s právem patronátním či desátky) křižovnickému řádu. Fara unhošťská byla jinak uvedena v rejstříku desátků papežských v roce 1352. Po husitských válkách zde sloužili obvykle kněží podobojí a později protestantští. Od roku 1651 byla zhruba na sto let farnost obstarávána kladenskými kněžími. Matriky zde jsou vedeny od r. 1662.

### Duchovní správci vedoucí farnost[1]
- Sulek (do roku 1347)
- Jan (od roku 1347 do roku 1375)
- Jakub (od roku 1375 do roku 1407)
- Zikmund
- Tonek (do své smrti v roce 1426)
- Jiří (od roku 1426 do roku 1438)
- Beran (od roku 1438 do roku 1476)
- Jan (od roku 1476 do roku 1496)
- Kryšpín (od roku 1496 do roku 1502)
- Jíra (od roku 1502 do roku 1517)
- Michal (od roku 1517 do roku 1529)
- Jan (od roku 1529 do roku 1537)
- Pavel (od roku 1537 do roku 1542)
- Jan Kostelák (od roku 1542 do roku 1545)
- Václav Rosa (od roku 1545 do roku 1548)
- Valentin (od roku 1548 do roku 1560)
- Václav Rosa (od roku 1560 do roku 1575)
- Petr Voják (od roku 1575 do roku 1578)
- Vít Manětínský (od roku 1578)
- Jan Brtva Domažlický
- Jan Matheides Letovský (od roku 1604 do roku 1616)
- Jan Albín (od roku 1618 do roku 1620, utrakvistický kněz)
- Jan Jindřich Ottich (do roku 1667)
- Ondřej Adrian Molitoris (od roku 1667 do roku 1670)
- Martin Jan Lešťanský (kolem roku 1671)
- Adam Syswald (do roku 1686)
- Václav Bramhauský (do roku 1723)
- Josef Valeš (od roku 1723 do roku 1733)
- Tomáš Ignác Michalovic (od roku 1733 do roku 1751)
- František Lenckart (od roku 1751 do roku 1759)
- Konstantin Winandi (od roku 1759 do roku 1761)
- Jan Nepomuk Čeněk (od roku 1761 do roku 1771)
- Tadeáš Loebel (od roku 1771 do roku 1776)
- František Passaourek (od roku 1776 do roku 1787)
- Ignác Svoboda (od roku 1787 do roku 1789)
- Vojtěch Richetzký (od roku 1789 do roku 1797)
- Josef Ignác Pauli (od roku 1797 do roku 1824)
- Václav Slunečko (od roku 1825 do roku 1840)
- Jan Jungmann (od roku 1840 do své smrti 25. prosince 1842), bratr Josefa Jungmanna, v Unhošti působil jako kaplan v letech 1807-1822. V roce 1820 napsal a vydal báseň „Ohlasy lásky osadníků unhošťských"
- Ondřej Richter (od roku 1842 do roku 1845)
- Josef Roesl (od roku 1845 do roku 1849)
- Jan Ebert (od roku 1849 do roku 1852)
- Jan Křtitel Mindl (od roku 1852 do roku 1867)
- Josef Dvořák (v roce 1867)
- František Havránek (v roce 1867)
- Josef Machačka (od roku 1868 do roku 1872)
- Václav Černoch (farářem od roku 1872 do roku 1890)
- Jan Kostelecký (od roku 1890 do roku 1892)
- Václav Kubr (od roku 1893 do roku 1910)
- Josef Melichar (od roku 1910; zemřel v roce 1946)
- Jaroslav Ptáček OCr (od roku 1985, farářem do 14. září 2008; narozen 5. dubna 1928, vysvěcen 29. června 1951)
- Mgr. Marek Pučalík OCr (administrátorem od 15. září 2008 do 30. června 2009; vysvěcen 27. června 2003)
- ThDr. Gabriel Rijad Mulamuhič, Ph.D., OCr (farářem od 1. července 2009 dosud)

Někteří farní vikáři:
- Jan Jungmann (od roku 1807 do roku 1822)
- Antonín Brož (od roku 1836 do roku 1840)
- ThDr. Josef Vlasák (od roku 1891 do roku 1895), pozdější velmistr řádu křižovníků
- Jan Dvořák-Zbudovský (od roku 1892 do roku 1905), čestný komtur řádu křižovníků
- PhDr. Vojtěch Sádlo (v roce 1926 a od roku 1933 do roku 1937)
- Mgr. Marek Pučalík OCr (od 1. ledna 2004 do 31. října 2006 a od 1. září 2007 do 14. září 2008)

Někteří katecheti:
- František Pazdera (od roku 1910 do roku 1936)

## Kostely farnosti
| Kostel                                                                            | Místo          | Bohoslužba                                                        |
| --------------------------------------------------------------------------------- | -------------- | ----------------------------------------------------------------- |
| Nanebevzetí Panny Marie                                                           | Družec         | Ne – 10:30, jednou za tři týdny                                   |
| Narození Panny Marie                                                              | Žilina         | Neslouží se pravidelně.                                           |
| Nalezení sv. Kříže                                                                | Velká Dobrá    | Neslouží se pravidelně.                                           |
| sv. Jana Nepomuckého                                                              | Doksy          | Neslouží se pravidelně.                                           |
| sv. Bartoloměje                                                                   | Hostouň        | Neslouží se pravidelně.                                           |
| Blahoslavené Panny Marie                                                          | Dobrovíz       | Neslouží se pravidelně.                                           |
| sv. Floriána                                                                      | Běloky         | Neslouží se pravidelně.                                           |
| sv. Lukáše                                                                        | Svárov         | Ne – 10:30, jednou za tři týdny                                   |
| Navštívení Panny Marie (loretánská kaple v areálu františkánského klášteru Hájek) | Červený Újezd  | Neslouží se pravidelně.                                           |
| farní kostel sv. Petra a Pavla                                                    | Unhošť         | Ne – 8:30, a 2x v týdnu v 9:30 dle oznámení v rozpisu bohoslužeb. |
| sv. Barbory                                                                       | Unhošť         | Neslouží se pravidelně.                                           |
| hřbitovní kaple                                                                   | Horní Bezděkov | Neslouží se pravidelně.                                           |

## Osoby ve farnosti
P. ThDr. Gabriel Rijad Mulamuhič Ph.D. O.Cr., administrátor farnosti
P. Jan Maria Vianney Jan Dohnal OFM, rektor klášterní kaple Navštívení Panny Marie, Červený Újezd